# 安藤優作
安藤 優作（あんどう ゆうさく、2003年9月3日 - ）は、北海道苫小牧市出身のプロアイスホッケー選手。ポジションはフォワード。アジアリーグアイスホッケーのレッドイーグルス北海道に所属。

## 経歴
アメリカ合衆国の数チームを経て、2024年5月14日にアジアリーグアイスホッケーのレッドイーグルス北海道に入団。

## 詳細情報

### 背番号
- 7（2024年 - ）